# Protapanteles obliquae
Protapanteles obliquae är en stekelart som först beskrevs av Wilkinson 1928.  Protapanteles obliquae ingår i släktet Protapanteles och familjen bracksteklar. Utöver nominatformen finns också underarten P. o. niger.